# Buxar
Buxar – miasto w Indiach, w stanie Bihar. W 2011 roku liczyło 110 881 mieszkańców.